# Moacir Bertoli
Moacir Bertoli (Taió, 27 de setembro de 1939) é um político brasileiro.
Filho de João Bertoli e de Augusta Bertoli. Casou com Renata Ern Bértoli.
Foi prefeito de Taió em duas oportunidades: de 1 de outubro de 1964 a 30 de setembro de 1966, e de 31 de janeiro de 1970 a 31 de janeiro de 1973.
Foi deputado à Assembleia Legislativa de Santa Catarina na 8ª legislatura (1975 — 1979), na 9ª legislatura (1979 — 1983), e na 10ª legislatura (1983 — 1987).
Foi presidente da Assembleia de 1979 a 1981.